# Asperula laevigata
Asperula laevigata ist eine Pflanzenart aus der Meier (Asperula) innerhalb der Familie der Rötegewächse (Rubiaceae). Sie ist im Mittelmeerraum verbreitet.

## Beschreibung

### Erscheinungsbild und Blatt
Asperula laevigata wächst als ausdauernde krautige Pflanze mit Wuchshöhen von 15 bis 80 Zentimetern. Sie bildet ein „wurzelstockähnliches“ Sprossachsensystem mit schlanken Ausläufern aus. Die mehr oder weniger schwachen, vierkantigen, aufsteigenden bis aufrechten Stängel verzweigen selten an der Basis und sind unbehaart. Asperula laevigata verfärbt sich beim Trocknen nicht schwarz.
Die Laubblätter sind zu viert wirtelständig am Stängel angeordnet. Die einfache, kahle Blattspreite ist bei einer Länge von 4,9 bis 25 Millimeter und einer Breite von (selten 3,5 bis) 4 bis 10 (selten bis 11) Millimetern elliptisch bis eiförmig geformt, verengt sich zu einer stielähnlichen, etwas heller gefärbten Basis und hat eine mehr oder weniger abgerundete Blattspitze. Sie besitzt eine stachelige Hauptader und eine deutliche, netzartige Blattnervatur. Die Blattränder sind in mehreren Reihen spärlich behaart.

### Blütenstand und Blüte
An 0,5 bis 2 Millimeter langen Blütenstielen stehen die Blüten in länglich-pyramidalen Gesamtblütenständen und etwas zymösen Teilblütenständen mit lanzettlichen bis fadenförmigen Tragblättern.
Die zwittrigen Blüten sind radiärsymmetrisch und vierzählig. Der Kelch ist reduziert. Die vier weißen, 1,3 bis 2 Millimeter langen Kronblätter sind kahl und trichterförmig verwachsen. Die Krone besteht aus der 0,7 bis 1,2 Millimeter langen Kronröhre und den mit 0,5 bis 0,7 Millimeter etwa gleich langen wie breiten Kronzipfeln. Die Staubblätter besitzen 0,2 bis 0,4 Millimeter lange Staubfäden und bei einer Länge von 0,2 bis 0,3 Millimetern eiförmige bis kugelförmige, gelbe Staubbeutel, die Krone nicht überragen.

### Frucht und Samen
Die 1 bis 1,5 Millimeter großen Früchte sind trocken, körnig und kahl.

### Chromosomenzahl
Die Chromosomenzahl beträgt 2n = 22 oder 44.

## Vorkommen und Gefährdung
Asperula laevigata besiedelt bewaldete Gebiete im Mittelmeerraum und erreicht die montanen Höhenstufen. In Europa kommt Asperula laevigata in Spanien (auch auf den Balearen), Frankreich (auch auf Korsika), Italien (auch auf Sardinien und Sizilien), im früheren Jugoslawien (hier jedenfalls im heutigen Kroatien), Rumänien (Asperula laevigata wird hier als gefährdet betrachtet), Albanien und Griechenland. In Nordafrika ist Asperula laevigata in Algerien und Tunesien verbreitet.

## Systematik
Asperula laevigata wurde 1767 durch Carl von Linné in Mantissa Plantarum, S. 38 erstveröffentlicht. Synonyme für Asperula laevigata L. sind Asperula fallax Ehrh. ex Steud., Asperula rotundifolia L. sowie Galium rotundatum Griseb..
Die Art Asperula laevigata gehört zur Sektion Glabella in der Gattung Asperula.